# Christa Vahlensieck
Christa Vahlensieck (Düsseldorf, 27 maggio 1949) è un'ex maratoneta e mezzofondista tedesca, pioniera della maratona femminile.

## Biografia
Il 28 ottobre 1973 a Waldniel divenne la prima donna tedesca a completare la maratona in un tempo inferiore a tre ore (2:59:26). Ha stabilito inoltre il record tedesco (2:53:00) alla maratona di Boston il 15 aprile 1974. Entrambi i tempi furono anche i migliori europei.
Nello stesso anno vinse la maratona di Essen in 2:42:38, però il tempo non le fu riconosciuto perché la corsa fu più corta di 745 metri.
Il 3 maggio 1975 la Vahlensieck riesce a stabilire il record mondiale a Dülmen col tempo di 2:40:16. Sempre nel '75 fu la prima atleta tedesca a vincere la Schwarzwald Marathon in 2:45:43, un tempo che ancora resiste come record della gara.
Successivamente vinse la maratona di Berlino nel '77 con 2:34:48, altro record del mondo.
Nei giochi olimpici di Helsinki si classifica al 19º posto (2:40:43).
Dal 1973 al 1989 Christa Vahlensieck ha vinto in totale 21 maratone.

## Altri record
- Record dell'ora: 16.872 m, 24 marzo 1975,
- record mondiale dei 10000 metri piani: 34:01.4, 20 agosto 1975 in Wolfsburg,
- record del mondo dei 20000 metri piani: 1:10:50.2, 25 ottobre 1975 a Essen,
- quattro record mondiali della 25 km su strada: 1:31:52, 23 marzo 1975 in Düren; 1:31:01, 13 settembre 1975 in Rheydt; 2 maggio 1976 in Ameln; 1:28:33, 22 novembre 1978 in Griesheim,
- record tedesco nella 100 km: 7:50:37, 4 settembre 1976 in Unna.

## Campionati nazionali
1981
- Argento ai campionati tedeschi di maratona - 2h35'37"

1988
- Oro ai campionati tedeschi di corsa su strada, 15 km - 51'31"

## Altre competizioni internazionali
1976
- Oro alla Maratona di Waldniel ( Waldniel) - 2h45'25"

1977
- Oro alla Maratona di Berlino ( Berlino) - 2h34'47"

1979
- Oro alla Nacht von Borgholzhausen ( Borgholzhausen), 10 miglia - 58'25"

1981
- Oro alla Maratona internazionale della pace ( Košice) - 2h37'46"
- Oro alla Maratona di Mönchengladbach ( Mönchengladbach) - 2h38'07"

1983
- 6ª alla Maratona di New York ( New York) - 2h35'59"
- 4ª alla Maratona di Tokyo ( Tokyo) - 2h39'27"
- Oro alla Maratona di Monaco ( Monaco di Baviera) - 2h33'45"
- Argento alla Maratona di Los Angeles ( Los Angeles) - 2h33'22"
- 7ª alla Maratona di Houston ( Houston) - 2h39'09"

1984
- 4ª alla Maratona di Parigi ( Parigi) - 2h34'28"
- Oro alla Maratona internazionale della pace ( Košice) - 2h34'56"
- Oro alla Maratona di Monaco ( Monaco di Baviera) - 2h38'50"
- Oro alla Stadtlauf ( Treviri), 20 km - 1h12'08"

1985
- 4ª alla Maratona di Francoforte ( Francoforte sul Meno) - 2h35'32"

1986
- 7ª alla Maratona di Boston ( Boston) - 2h34'50"
- 9ª alla Maratona di New York ( New York) - 2h38'12"
- Oro alla Maratona internazionale della pace ( Košice)
- Oro alla Maratona di Sacramento ( Sacramento) - 2h39'51"
- 4ª alla Maratona di Houston ( Houston) - 2h35'43"
- Argento alla Maratona di Los Angeles ( Los Angeles) - 2h36'57"

1987
- Oro alla Maratona internazionale della pace ( Košice) - 2h38'40"
- Argento alla Maratona di Puteaux ( Puteaux) - 2h32'18"
- Argento alla Maratona di Jersey City ( Jersey City) - 2h35'59"

1988
- Argento alla Maratona di Vienna ( Vienna) - 2h37'52"
- Oro alla Maratona internazionale della pace ( Košice) - 2h39'03"

1989
- Oro alla Maratona di Vienna ( Vienna) - 2h34'47"